# Hierax (Mittelplatoniker)
Hierax (altgriechisch Ἱέραξ Hiérax) war ein antiker griechischer Philosoph. Er war Platoniker und lebte in der Zeit des Mittelplatonismus, vermutlich im 2. Jahrhundert.
Über das Leben des Hierax ist nichts bekannt. Er verfasste eine Schrift Über die Gerechtigkeit (Peri dikaiosýnēs), die bis auf acht Fragmente verloren ist. Die Fragmente sind in der Anthologie des spätantiken Gelehrten Johannes Stobaios überliefert. Es scheint sich um eine aus der mündlichen Lehrtätigkeit des Verfassers hervorgegangene Darstellung des Stoffs zu handeln.
Der Philosophiehistoriker Karl Praechter hat die Fragmente 1906 in einem grundlegenden Aufsatz untersucht; seine Analyse ist noch heute maßgeblich. Sie hat ergeben, dass Hierax ein Mittelplatoniker war, der – einem zu seiner Zeit verbreiteten Brauch folgend – den Platonismus durch Gedankengut aus anderen Philosophenschulen – der Stoa und dem Peripatos – ergänzte. Insofern war er Eklektiker. Andererseits kritisierte er aber auch Gerechtigkeitsvorstellungen von Vertretern dieser beiden Schulen. Für die Datierung ist die Nähe von Hierax’ Denkweise zu derjenigen von Mittelplatonikern wie Alkinoos, Apuleius und Maximos von Tyros das einzige Indiz. Sie hat Praechter bewogen, in Hierax einen Zeitgenossen dieser Denker zu sehen und ihn daher ins 2. Jahrhundert zu setzen.
In seiner Erörterung der Frage, wie die Gerechtigkeit zu definieren ist, verwirft Hierax sowohl das Gerechtigkeitsverständnis der „Vielen“ (Nichtphilosophen) als auch von Peripatetikern und Stoikern stammende Definitionen. An den populären Begriffsbestimmungen bemängelt er, dass sie ein Verhalten, das nach seiner Überzeugung mit Gerechtigkeit unvereinbar ist, nicht ausschließen. Die Gerechtigkeit dürfe sich nicht auf eine korrekte Einstellung zu Eigentumsfragen beschränken. Sie bestehe nicht in „Gleichheit“ (isótēs), diese sei vielmehr höchst ungerecht. Hierax sieht in der Gerechtigkeit eine Tugend der Seele und damit eine Seelenverfassung und nicht deren Konsequenz, die äußere Manifestation der seelischen Eigenschaft durch Taten. Er lehnt somit die aristotelische Gerechtigkeitsauffassung ab, die vom sozialen Verhalten ausgeht, und stellt ihr die platonische entgegen. Für ihn ist die Gerechtigkeit als Tugend eine Frucht der Vernunft (phrónēsis). Daher kann sie notwendigerweise nur im Verbund mit den übrigen Tugenden auftreten, da die Vernunft, falls vorhanden, zwangsläufig alle Tugenden hervorruft. Hierax fasst die Gerechtigkeit als Gesamttugend auf, die sich im Streben nach der richtigen Ordnung innerhalb der Seele bzw. im Vorhandensein dieser Ordnung äußert. Als übergeordnete Tugend setzt sie die übrigen Tugenden voraus; dies ist daraus ersichtlich, dass sie mit den ihnen entgegengesetzten Lastern unvereinbar ist.
Bei der Auslegung der sokratisch-platonischen Lehre, dass derjenige, der ein Unrecht verübt, dadurch mehr geschädigt wird als der, der es erleidet, trägt Hierax mehrere Überlegungen vor. Eine davon setzt die radikale Annahme voraus, dass leibliche und äußere Güter belanglos sind und daher überhaupt nur eine Schädigung der Seele hinsichtlich ihrer Tugendhaftigkeit als wirklicher Verlust zu betrachten ist; da aber nur der Täter und nicht das Opfer durch die Tat eine solche Einbuße erleidet, schädigt er mit seiner Tat ausschließlich sich selbst.

## Textausgabe mit Übersetzung
- Marie-Luise Lakmann (Hrsg.): Platonici minores. 1. Jh. v. Chr. – 2. Jh. n. Chr. Prosopographie, Fragmente und Testimonien mit deutscher Übersetzung (= Philosophia antiqua, Band 145). Brill, Leiden/Boston 2017, ISBN 978-90-04-31533-4, S. 131–133, 502–513 (kritische Edition).